# Klwaty
Klwaty (do XVII w. Krwaty, od nazwy etnicznej Chorwaci) – wieś w Polsce położona w województwie mazowieckim, w powiecie radomskim, w gminie Jedlińsk. Ma status sołectwa.
| SIMC    | Nazwa       | Rodzaj    |
| ------- | ----------- | --------- |
| 0624893 | Klwaty-Dwór | część wsi |

W latach 1975–1998 miejscowość administracyjnie należała do województwa radomskiego.
Wierni Kościoła rzymskokatolickiego należą do parafii św. Bartłomieja we Wsoli lub do parafii św. Franciszka z Asyżu w Wielogórze.